# Spheterista
Spheterista is een geslacht van vlinders van de familie bladrollers (Tortricidae), uit de onderfamilie Tortricinae.

## Soorten
- S. eupista (Diakonoff, 1968)
- S. fulva (Walsingham, 1907)
- S. glaucoviridana (Walsingham, 1907)
- S. ochreocuprea (Walsingham, 1907)
- S. pleonectes (Walsingham, 1907)
- S. variabilis (Walsingham, 1907)